# Wimbledon 1934
De 54e editie van het Britse grandslamtoernooi, Wimbledon 1934, werd gehouden van maandag 25 juni tot en met zaterdag 7 juli 1934. Voor de vrouwen was het de 47e editie van het Britse graskampioenschap. Het toernooi werd gespeeld bij de All England Lawn Tennis and Croquet Club in de wijk Wimbledon van de Britse hoofdstad Londen.
De Brit Fred Perry won de titel
De Amerikaanse Dorothy Round won de titel bij de vrouwen.
Op de enige zondag tijdens het toernooi (Middle Sunday) werd traditioneel niet gespeeld.

## Belangrijkste uitslagen
Mannenenkelspel

Finale: Fred Perry (Verenigd Koninkrijk) won van Jack Crawford (Australië) met 6–3, 6–0, 7–5 
Vrouwenenkelspel

Finale: Dorothy Round (Verenigd Koninkrijk) won van Helen Jacobs (Verenigde Staten) met 6–2, 5–7, 6–3 
Mannendubbelspel

Finale: George Lott (Verenigde Staten) en Lester Stoefen (Verenigde Staten) wonnen van Jean Borotra (Frankrijk) en Jacques Brugnon (Frankrijk) met 6–2, 6–3, 6–4 
Vrouwendubbelspel

Finale: Simonne Mathieu (Frankrijk) en Elizabeth Ryan (Verenigde Staten) wonnen van Dorothy Andrus (Verenigde Staten) en Sylvie Henrotin (Frankrijk) met 6–3, 6–3 
Gemengd dubbelspel

Finale: Dorothy Round (Verenigd Koninkrijk) en Ryuki Miki (Japan) wonnen van Dorothy Shepherd Barron (Verenigd Koninkrijk) en Bunny Austin (Verenigd Koninkrijk) met 3–6, 6–4, 6–0 
Een juniorentoernooi werd voor het eerst in 1947 gespeeld.